# Qi Min Yao Shu

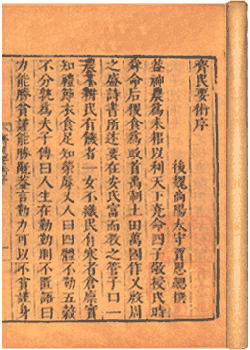
Manuscrit de l'ouvrage

Qí mín yào shù (sinogramme traditionnel: 齊民要術; sinogramme simplifié: 齐民要术; traduction littérale : Principales techniques pour le bien-être du peuple） est l'ouvrage le mieux préservé parmi les textes traitant de l'agriculture dans l'ancienne Chine. Son auteur est Jia Sixie 贾思勰, fonctionnaire de la dynastie Wei du Nord,,.
Le livre est censé avoir été achevé en 544, dans la deuxième année de Wu Ding de la dynastie Wei de l'Est, ou selon une autre source entre 533 et 544.
Ce livre est structuré en dix tomes et 92 chapitres, et enregistre sur 1 500 ans les techniques chinoises relatives à l'agronomie, l'horticulture, l'afforestation, la sériciculture, l'élevage, la médecine vétérinaire, le brassage, la cuisine et le stockage, ainsi que le traitement des terres stériles.
200 livres anciens sont cités. D'importants ouvrages sur l'agriculture, tels que  Fàn shèng zhī shū (氾勝之書) et Sì mín yuè mìng (四民月令) des dynasties Hàn et Jìn sont maintenant perdus, si bien que l'on ne peut comprendre les techniques agricoles de ces époques que par l'intermédiaire de cet ouvrage.
Depuis sa publication, les gouvernements chinois historiques ont accordé une grande importance à cet ouvrage. Étant donné sa diffusion internationale, il a également été souvent considéré comme un texte classique pour l'étude des changements des espèces. Lors de ses recherches sur la théorie de l'évolution, Charles Darwin s'est référé à une « Encyclopédie de l'ancienne Chine » qui pourrait être en fait le Qí mín yào shù. Le nom de ce livre, « Qí mín yào shù » peut être interprété comme « Techniques par lesquelles les gens ordinaires assurent leur existence », mais aussi par « Techniques pour exploiter la vie des gens ».